# Paraclius mixtus
Paraclius mixtus är en tvåvingeart som beskrevs av Octave Parent 1934. Paraclius mixtus ingår i släktet Paraclius och familjen styltflugor.
Artens utbredningsområde är Colombia. Inga underarter finns listade i Catalogue of Life.